# Partie polityczne w Kanadzie
Partie polityczne w Kanadzie są ważnym elementem ustroju politycznego Kanady. W wyborach parlamentarnych, kandydaci na deputowanych, posiadający partyjne rekomendacje (także i niezależni), konkurują z sobą w jednomandatowych okręgach wyborczych. Partia zdobywająca największą liczbę miejsc w parlamencie tworzy rząd z premierem, którym jest zawsze lider rządzącej partii. Jeśli, z jakichś powodów, w trakcie kadencji parlamentu partia rządząca zmieni swego lidera, automatycznie następuje zmiana na stanowisku premiera Kanady. Partia gromadząca drugą co do wielkości liczbę mandatów staje się oficjalną opozycją, a jej przewodniczący liderem opozycji.
Zgodnie z dwupoziomową strukturą władzy ustawodawczej i wykonawczej, partie posiadają strukturę federalną na poziomie federalnym i prowincjalną na poziomie prowincji. Choć odpowiadające sobie partie na obu poziomach charakteryzują się podobnymi założeniami ideologicznymi, mogą się nawet znacznie różnić w programie. Niekiedy też nie popierają się wzajemnie.

## Federalne partie polityczne

### Współcześnie działające partie

#### Partie posiadające reprezentacje parlamentarną
- Liberalna Partia Kanady – Liberal Party of Canada/Parti Libéral du Canada
- Konserwatywna Partia Kanady – Conservative Party of Canada/Parti conservatuer du Canada
- Nowa Partia Demokratyczna – New Democratic Party/Le Nouveau parti démocratique
- Blok Quebecu – Bloc Québécois
- Zielona Partia Kanady – Green Party of Canada /Parti vert du Canada

#### Inne zarejestrowane partie
- Komunistyczna Partia Kanady – Communist Party of Canada/Parti communiste du Canada
- Canadian Action Party
- Christian Heritage Party of Canada
- Komunistyczna Partia Kanady (marksistowsko-leninowska)
- Libertariańska Partia Kanady
- Marijuana Party of Canada
- Progressive Canadian Party

### Partie działające w przeszłości
- Kanadyjski Sojusz Reformatorsko-Konserwatywny – Canadian Reform Conservative Alliance/Alliance Réformiste Conservatrice Canadien
- Postępowo-Konserwatywna Partia Kanady – Progressive Conservative Party of Canada/Parti progressiste-conservatuer du Canada
- Kanadyjska Partia Reform – Reform Party of Canada
- Niezależna Partia Pracy – Independent Labour Party
- Kanadyjska Partia Nosorożców – Rhinoceros Party of Canada

## Partie prowincjalne wAlbercie

### Współcześnie działające partie
- Liberalna Partia Alberty – Liberal Party of Alberta/Parti Libéral du Alberta
- Postępowo-Konserwatywna Partia Aberty – Progressive Conservative Party of Alberta/Parti progressiste-conservatuer du Alberta
- Nowa Partia Demokratyczna – New Democratic Party/Le Nouveau parti démocratique

### Partie działające w przeszłości
- Federacja Wspólnot Spółdzielczych – Co-operative Commonwealth Federation
- Kredyt Społeczny – Social Credit/Ralliement des Créditistes
- United Farmers of Alberta – The United Farmers of Alberta

## Partie prowincjalne wKolumbii Brytyjskiej

### Współcześnie działające partie
- Liberalna Partia Kolumbii Brytyjskiej – Liberal Party of British Columbia
- Kanadyjska Partia Reform – Reform Party
- Nowa Partia Demokratyczna – New Democratic Party/Le Nouveau parti démocratique
- Partia Jedności Kolumbii Brytyjskiej – The Unity Party of British Columbia

### Partie działające w przeszłości
- Kredyt Społeczny – Social Credit

## Partie prowincjalne wQuebecu

### Współcześnie działające partie
- Liberalna Partia Quebecu
- Partia Quebecka
- Koalicja Przyszłość Quebecu
- Solidarny Quebec

### Partie działające w przeszłości
- Akcja Narodowo-Liberalna
- Alliance Laurentienne
- Konserwatywna Partia Quebecu
- Parti nationaliste du Québec
- Ralliement national
- Rassemblement pour l'Indépendance Nationale
- Union Nationale
- Union populaire

## Partie terytorialne wJukonie
- Liberalna Partia Jukonu – Liberal Party of Yukon/Parti Libéral du Yukon
- Postępowo-Konserwatywna Partia Jukonu – Progressive Conservative Party of Yukon/Parti progressiste-conservatuer du Yukon
- Nowa Partia Demokratyczna Kanady – Canada’s New Democratic Party/Le Nouveau parti démocratique du Canada
- Partia Jukonu – Yukon Party/Parti du Yukon